# Debschitz (Adelsgeschlecht)

Wappen derer von Debschitz

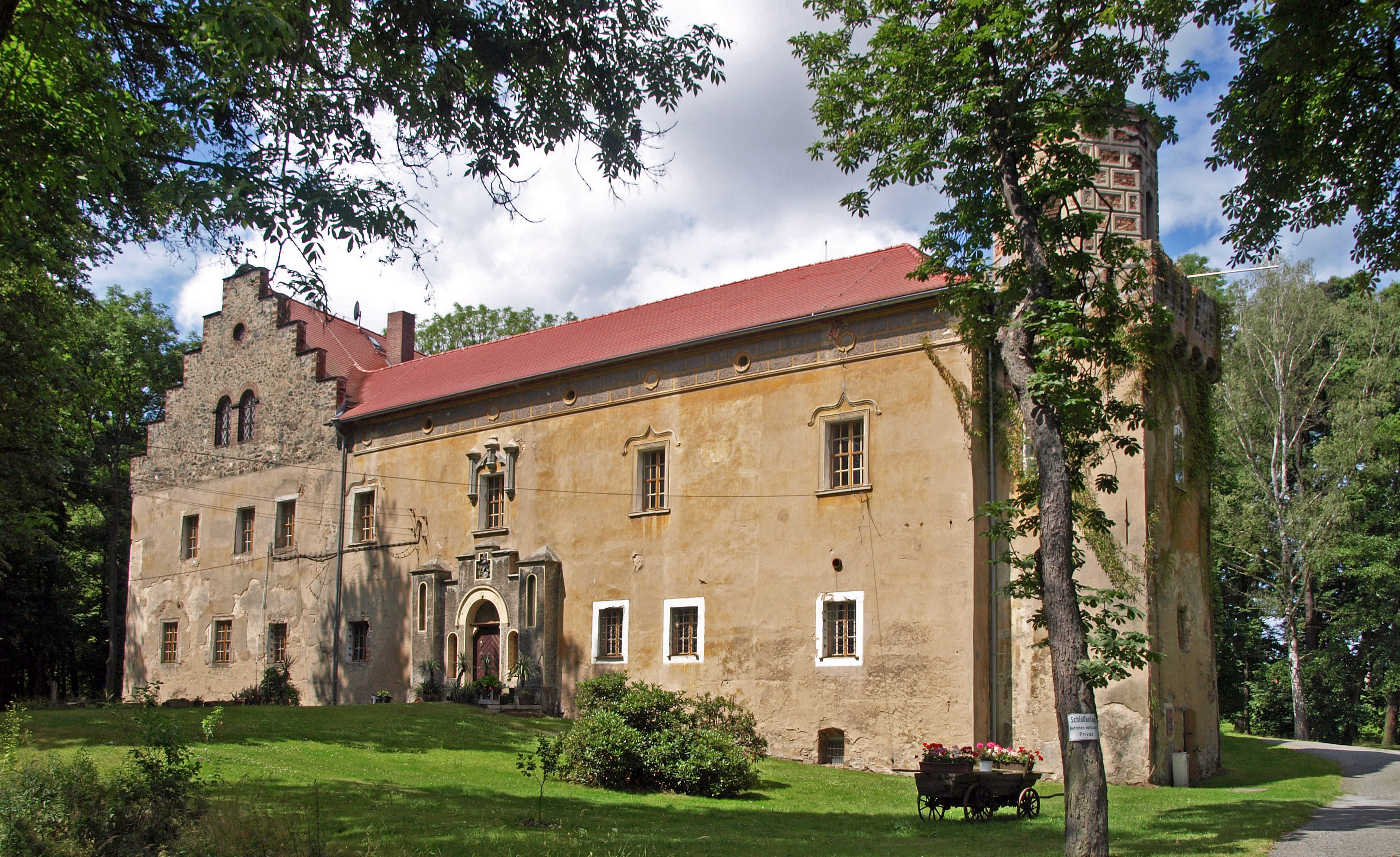
Schloss Döbschütz

Debschitz ist der Name eines Oberlausitzer Uradelsgeschlechts mit gleichnamigem Stammhaus (heute Döbschütz) bei Reichenbach. Sie sind nicht mit den Dobschütz zu verwechseln.

## Geschichte
Das Geschlecht erscheint erstmals im Jahr 1280 urkundlich mit Hugo de Dobswicz und beginnt die Stammreihe mit Christoph von Debschitz († 1496), Gutsherr auf Schadewald (Schadewalde, heute Smolnik (Leśna)), Döbschütz und anderen.
Stammsitz ist der Ort Döbschütz, ein Dorf am Schwarzen Schöps, etwa 16 km nordwestlich von Görlitz im Kreis Görlitz. Seit 1280 ist ein Hugo de Doberswize auf dem Herrensitz urkundlich nachweisbar (Knothe 1879). Schloss Döbschütz, das ursprünglich eine Wasserburg war und als älteste Anlage ihrer Art in der Oberlausitz bezeichnet wird, soll in einigen Gebäudeteilen bis ins 12. Jahrhundert zurückreichen. Das Familienwappen ist heute noch gut erhalten über dem Eingang zu finden.

## Wappen

Wappen in Siebmacher

In Silber ein grünes Blatt in der Form eines Seerosenblattes (als Seeblatt oder Mummelblatt bezeichnet). Auf dem Helm mit grün-silbernen Decken ein wie der Schild bezeichneter geschlossener Flug.
Freiherrliches Wappen (für Christoph Adolf von Debschitz, 1679–1739): Quadriert, 1 und 4 das Blatt schräglinks gelegt, 2 und 3 in rot ein goldener gekrönter Greif, einwärts gekehrt. Zwei gekrönte Helme: 1. der Greif aus der Krone wachsend, Decken rot-golden; 2. Kleinod des Stammwappens, Decken grün-silbern; auch vorkommend das Blatt in 1 und 4 pfahlweise.

## Namensträger
- Georg von Debschitz (1551–1632; auch von Döbschütz), Erbherr auf Marklissa, Schadewalde, Hartmannsdorf und Wünschendorf
- Kolmar von Debschitz (1809–1878), preußischer Generalleutnant
- Wilhelm von Debschitz (1871–1948), Kunstmaler
  - Debschitz-Schule, die Kunstschule in München
- Wanda von Debschitz-Kunowski (1870–1935), geborene von Kunowski, Porträt- und Werksfotografin
- Franz von Debschitz (1877–1963), deutscher Oberst
- Thilo von Debschitz (* 1966), Designer und Autor